# Moysés Kuhlmann
Moysés Kuhlmann ( 4 de diciembre de 1906 - 12 de enero de 1972) fue un botánico brasileño.
Fue investigador, y junto con Frederico Carlos Hoehne (1882-1959) y Oswaldo Handro (1908-1986) publicaron O Jardim Botânico de São Paulo 1941 (654 pp.)

## Algunas publicaciones
- moysés Kuhlmann, eduardo Kühn. 1948. A flora do Distrito de Ibiti: ex-Monte Alegre, Município de Amparo. São Paulo, Brasil. Instituto de Botanica. Publicação da série B. 221 pp.

- --------------------------. 1947. Cómo herborizar material arbóreo. Ilustró J. F. Toledo. Editor Instituto de Botânica, 39 pp.

- --------------------------. 1947. A Flora do Distrito de Ibiti (Sao Paulo). 44. Correa, Sertao, pp. 79-81

- --------------------------, arlindo Vianna. 1944. As madeiras nacionaie na paz ou na guerra, "Açoita cavalo," Luchea divaricata Mart. e espécies afins (Tiliaceae). Editor Secretaria da Agricultura, Indústria e Comércio, 70 pp.

- --------------------------. 1942. Estudos florísticos e fitofisionômicos realizados na região de Monte Alegre, Municipio de Amparo, S. Paulo, em Maio de 1942: Índice dos nomes científicos e vulgares das plantas citadas nos fascículos a V desta série. N.º 5. Editor Instituto de Botânica, 32 pp.

- La abreviatura «M.Kuhlm.» se emplea para indicar a Moysés Kuhlmann como autoridad en la descripción y clasificación científica de los vegetales.[1]